# Dilian Francisca Toro
Dilian Francisca Toro Torres (Guacarí, Valle del Cauca; 7 de enero de 1959) es una médica especialista en reumatología y política. Es la actual Gobernadora del Valle del Cauca para el periodo 2024 - 2027, anteriormente lo había hecho también entre los años 2016 y 2019.
Ejerció como presidente del Partido de la U desde 2020 hasta 2023.
Fue alcaldesa de Guacarí en 1992, secretaria de salud del departamento del Valle del Cauca en 1995. Entre julio de 2002 y febrero de 2013 fue Senadora de la República, cargo al que renunció debido a una investigación por presunto lavado de activos, investigación archivada en el 2018 por la Corte Suprema de Justicia al determinar que no existieron pruebas suficientes para una investigación formal.
Fue presidente del Senado entre 2006 y 2007. También se desempeñó como Gobernadora del Valle del Cauca entre 2016 y 2019 y el periodo 2024-2027.
En 2016 fue Presidente de la Federación Nacional de Departamentos y en 2019 fue elegida por Colombia Líder como la mejor Gobernante entre los departamentos de categoría especial 1 y 2.
En julio de 2008 fue investigada por la Fiscalía General de la Nación por lavado de activos. Entre el 24 de julio de 2012 y el 1 de agosto de 2013 estuvo recluida en el Centro de Estudios Superiores de la Policía, por orden de la Corte Suprema de Justicia que ordenó arrestarla con medida de aseguramiento mientras se investigaba su accionar. Recobró su libertad por orden de la Fiscalía debido a vencimiento de términos; sin embargo La Procuraduría archivó la investigación disciplinaria en contra de Toro pues, de acuerdo con las pruebas allegadas al caso, no se puede inferir una participación de la excongresista en estos hechos. "No obra referencia de que la excongresista desplegara conducta alguna que tuviera la virtualidad de alterar el correcto funcionamiento del Estado y por ende la consecución de sus fines", señaló en su momento el Ministerio Público. En el 2018 la Fiscalía Primera Delegada ante la Corte Suprema de Justicia precluyó la investigación al no encontrar pruebas que vincularan con lavado de activos ni vínculos con organizaciones al margen de la ley.
Es una de la líderes de la coalición Equipo por Colombia.

## Biografía
Dilian Francisca Toro Torres es médica y cirujana de la Seccional Cali de la Universidad Libre, especialista en Medicina Interna y en Reumatología de la Universidad Federal de Río de Janeiro y en administración en salud de la Universidad del Valle. En 1998 fue docente en la Universidad Santiago de Cali.

### Familia
Toro es prima de Carlos Herney Abadía, quien fue un político muy influyente en el Valle del Cauca hasta que fue condenado por el proceso 8.000. Carlos Abadía es padre de Juan Carlos Abadía, exgobernador del Valle destituido e inhabilitado por participación en política.
Su cónyuge es el exsenador liberal vallecaucano Julio César Caicedo Zamorano con quien tiene un hijo: Julio César Caicedo Toro.

## Carrera política
Su carrera política inició siendo concejal de Guacarí (1990 - 1992), municipio del cual también fue alcaldesa entre 1992 y 1994), este cargo le mereció el reconocimiento como mejor alcaldesa del país. Fue secretaria de Salud del Valle del Cauca bajo el gobierno de Germán Villegas, entre 1995 y 1997 y consultora en salud del BID.
En el 2000 postuló su nombre como candidata a la Gobernación del Valle del Cauca y fue derrotada por su anterior jefe, Germán Villegas. En el 2002, luego de que su esposo se retirara de la política, Toro incursiona en la política nacional siendo candidata al Senado en las elecciones legislativas de ese año.

### Senadora de la República
En las elecciones legislativas de 2002 obtuvo 71.721 votos para el Senado de Colombia, siendo elegida por el Partido Liberal y relevando a su esposo en el Congreso. Formó parte de los liberales que apoyaron al presidente Álvaro Uribe, conocidos como "Los Coincidentes". Tras ser sancionada por el Partido Liberal en 2004, debido a su apoyo a la reelección presidencial, hizo parte de los fundadores del Partido de la U y fue su senadora más votada en las elecciones de marzo de 2006. El 20 de julio de 2006, en el marco de la instalación del nuevo Congreso de la República, fue elegida como presidente del Senado por amplia mayoría, ocupó este cargo hasta julio de 2007.
Fue autora de la Reforma a la Ley 100, la ley de Recurso Humano en Salud, el proyecto de ley 1335 de 2009 que reglamenta el convenio marco de control de tabaco en Colombia, prohibiendo la venta de tabaco a menores de edad, reglamentando los espacios libres de humo de tabaco , prohibiendo la publicidad, promoción y patrocinio de productos de tabaco, e incluyendo las advertencias sanitarias en las cajetillas de cigarrillo, y fue la ponente de las leyes de Atención Integral en cáncer y de Madres Comunitarias. En el Congreso integró las comisiones cuarta y séptima, comisiones Accidental de Salud, Paz y Acuerdo Humanitario, Ordenamiento Territorial y fue una de las creadoras de la Bancada de Mujeres, que ha trabajado en varios proyectos de ley a favor de la equidad de género.
En febrero de 2013 renunció al cargo de senadora, debido a la investigación que en su contra adelantaba la Corte Suprema de Justicia por presunto lavado de activos. Tras su renuncia, la investigación por el delito fue asumida por la Fiscalía General de la Nación, donde cursa actualmente.

#### Iniciativas
El legado legislativo de Dilian Francisca Toro Torres se identifica por su participación en las siguientes iniciativas desde el Congreso:
- Crear la estampilla Prodesarrollo de la Unidad Central del Valle del Cauca.[10]
- Modificar el Código de Infancia y Adolescencia.[11]
- Regular los servicios de cuidados paliativos para el manejo integral de pacientes con enfermedades crónicas, degenerativas e irreversibles en cualquier fase de la enfermedad de alto impacto en la calidad de vida.[12]
- Expedir el Estatuto de Ciudadanía Juvenil.[13]
- Expedir la Ley General de Pesca y Acuicultura.[14]
- Formar al colombiano en el respeto a los Derechos Humanos, a la paz y a la democracia; y en el desarrollo de habilidades, destrezas, valores, conocimientos y actitudes necesarios para la formación ciudadana.[15]
- Crear el Programa Nacional para el Fomento y Fortalecimiento de la articulación entre la educación media, educación técnica y educación superior.[16]
- Emitir estampilla llamada Estampilla para el bienestar del Adulto Mayor, para contribuir a la construcción, instalación, adecuación, dotación, funcionamiento y desarrollo de Centros de Promoción Social para la Persona Mayor.[17]
- Establecer las condiciones mínimas para la habilitación y el funcionamiento de los Centros o Instituciones que prestan servicios de atención a la Persona Mayor.[18]
- Crear la pensión familiar, de tal forma que los cónyuges o compañeros permanentes puedan adquirir una pensión y la puedan disfrutar sin afectar el equilibrio financiero del sistema.[19]
- Afianzar en la práctica el principio de igualdad entre los educadores y a desarrollar el principio jurídico según el cual a trabajo igual debe corresponder salario y prestaciones iguales (Objetado por el Presidente de la República).[20]

En 2009 impulsó la ley antitabaco para Colombia, la cual fue aprobada el 17 de junio de 2009. En ella, se prohíbe la inclusión de publicidad de cigarrillos en eventos deportivos y culturales, lo cual afecta principalmente a la Primera A del fútbol profesional colombiano, denominada Copa Mustang desde 1990. Por otra parte, las cajetillas de cigarrillos deberán incluir imágenes explícitas sobre los efectos dañinos del cigarrillo en los seres humanos, y se prohíbe la venta de cigarrillos por unidad. Posteriormente, luego que la norma pasara por las comisiones de conciliación de congreso, se acordó darle dos años de plazo a la División Mayor del Fútbol Colombiano para que consiga nuevos patrocinadores del Fútbol colombiano.
Fue ponente del proyecto de ley que avaló que las vacunas para todos los niños menores de 5 años se aplicaran gratuitamente, incluidas las del rotavirus y el neumococo lo que busca erradicar y controlar las enfermedades prevenibles en Colombia.

### Escándalos y Controversias

#### Puente de Juanchito
Durante su primer periodo como gobernadora del Valle del Cauca en el periodo 2016-2019, prometió a los vallecaucanos la reparación de la construcción del puente de Juanchito para solucionar los problemas de movilidad de los habitantes aledaños a esa zona, promesa la cual no fue cumplida durante ese tiempo. Poco después, su sucesora Clara Luz Roldán, de su misma corriente política, hizo la misma promesa la cual tampoco fue cumplida durante el mandato. Esto generó una controversia a nivel regional de tal modo que a esta construcción se le apodó como "El puente de los mil días". En la actualidad, Toro está empezando las reparaciones del puente durante su segundo periodo como gobernadora del Valle del cauca para el periodo 2024-2027.

#### Incidente de la faja presidencial
Durante la posesión del segundo mandato (2006-2010) del presidente de la República de Colombia Álvaro Uribe Vélez; como presidente del Senado, fue la primera mujer en imponer la faja presidencial, pero al terciarla con los colores de la bandera de Colombia, lo hizo equivocadamente al revés, colocando, de arriba hacia abajo, rojo, azul y amarillo. Posteriormente, al ser preguntada por el motivo del error, la explicación que dio fue: "era para brindarle fortuna al nuevo gobierno [...] porque uno se pone los panties al revés para la buena suerte".

### Investigación por "parapolítica"
En julio de 2008 la Corte Suprema de Justicia abrió investigación preliminar contra la senadora Toro dentro del escándalo de la parapolítica por testimonios que presuntamente la vinculaban con estos grupos.
Durante la investigación el exjefe paramilitar Ever Veloza conocido con el alias de "H.H." en entrevista exclusiva con el Espectador al preguntarle ¿Y de la senadora Dilian Francisca Toro? contestó "No la conozco y sólo la he visto por televisión. En ningún momento se reunió conmigo." La investigación no ha concluido.

### Investigación por lavado de activos
El 4 de julio de 2012 la Corte Suprema de Justicia abrió investigación contra Toro por presunto lavado de activos provenientes del narcotráfico para el capo del Cartel de Cali, Víctor Patiño Fómeque, a quien la senadora del Partido de la U habría comprado en forma irregular varios predios ubicados en el Valle del Cauca.
El 9 de julio Toro compareció ante la Corte a fin de esclarecer el origen de sus bienes. Sin embargo, tras escuchar su versión, la Corte dictó medida de aseguramiento contra la senadora el 24 de julio de 2012, aduciendo que Toro no ofreció explicaciones satisfactorias sobre la procedencia de sus bienes y que es probable que estos hayan sido adquiridos por Toro luego de recibir dineros de Víctor Patiño en el año 2000 con el fin de darle una apariencia de origen legal. Ese mismo día, en horas de la tarde, Toro se entregó a los agentes del CTI que la trasladaron al Centro de Estudios Superiores de la Policía donde estuvo recluida hasta el 1 de agosto de 2013, fecha en que recobró la libertad por orden de la Fiscalía General de la Nación debido a vencimiento de términos.
El 18 de febrero de 2013, Toro presentó su renuncia al Senado de la República, con el fin de asumir se defensa en el proceso; en consecuencia, su investigación por lavado de activos en la actualidad cursa en la Fiscalía. Posteriormente la Investigación fue archivada ya que Toro pudo demostrar su inocencia en la corte